# Bell (bei Mendig)
Bell település Németországban, Rajna-vidék-Pfalz tartományban. Lakosainak száma 1347 fő (2023. december 31.).

## Népesség
A település népességének változása:
| Lakosok száma | 1310 | 1387 | 1344 | 1309 | 1322 | 1350 | 1347 |
|               | 1975 | 2014 | 2017 | 2019 | 2021 | 2022 | 2023 |